# Andriej Archipow
Andriej Dmitrijewicz Archipow, ros. Андрей Дмитриевич Архипов (ur. 1 marca?/13 marca 1893 w Jałcie, zm. 1 maja 1979 w Kalifornii) – rosyjski wojskowy (pułkownik), emigracyjny działacz wojskowo-polityczny i publicysta, dowódca 2 kompanii, a następnie batalionu szkoleniowego szkole propagandystów ROA, dowódca 1 Pułku Piechoty 1 Dywizji Piechoty Sił Zbrojnych Komitetu Wyzwolenia Narodów Rosji podczas II wojny światowej.

## Życiorys
Ukończył gimnazjum w Jałcie, zaś 14 października 1914 r. Aleksiejewską Szkołę Wojskową. Służył w stopniu podporucznika w sztabie Moskiewskiego Okręgu Wojskowego. 2 stycznia 1915 r. odkomenderowano go do 270 Gatczyńskiego Pułku Piechoty. Objął dowodzenie 16 kompanii. W kwietniu trafił do szpitala na leczenie, po czym powrócił do służby w 151 Piatogorskim Pułku Piechoty. 22 września został ranny. Odznaczono go Orderem Św. Anny 4 klasy. Na początku 1918 r. wstąpił do Armii Ochotniczej gen. Antona I. Denikina. Dowodził 3 Pułkiem Piechoty 1 Oficerskiej generała Markowa Dywizji. Doszedł do stopnia pułkownika. W połowie listopada 1920 r. wraz z wojskami Białych został ewakuowany z Krymu do Gallipoli. Na emigracji zamieszkał w Paryżu. W 1924 r. wstąpił do Rosyjskiego Związku Ogólnowojskowego (ROWS). Ukończył wyższe kursy wojskowo-naukowe prowadzone przez gen. Nikołaja N. Gołowina. Po ataku wojsk niemieckich na ZSRR 22 czerwca 1941 r., z ramienia ROWS został wysłany na front wschodni. W latach 1942–1943 dowodził kompanią w batalionie ochotniczym, zwalczającym partyzantkę. Został ranny. W czerwcu 1943 r. został dowódcą 2 kompanii, a następnie batalionu szkoleniowego w szkole propagandystów ROA w Dabendorfie pod Berlinem. W listopadzie 1944 r. w stopniu pułkownika objął dowództwo nowo formowanego 1 Pułku Grenadierów 1 Dywizji Piechoty Sił Zbrojnych KONR. W marcu 1945 r. trafił z dywizją na front nad Odrą. 13 kwietnia jego pułk uczestniczył w nieudanym ataku na sowiecki przyczółek, po czym następnego dnia w składzie dywizji wymaszerował do Czech. Pułkownik A. M. Archipow jako jedyny spośród wysokich oficerów dywizji był przeciwny wsparciu Czechów w powstaniu praskim na pocz. maja. Dostał się do niewoli amerykańskiej. Po zakończeniu wojny wyjechał do USA. Zajmował się publicystyką. Pisał artykuły do pism "Czasowoj", "Nowoje russkoje słowo" i innych. Działał w emigracyjnych organizacjach rosyjskich (m.in. Rosyjskiego Centrum Antykomunistycznego, po 1951 r. Wszechrosyjskiego Komitetu Oswobodzenia). W dniach 22-23 maja 1954 r. uczestniczył w 4 zjeździe wszechrosyjskiej emigracji w Nowym Jorku.